# Kazimierz Przybyś
Kazimierz Przybyś (Radom, 11 luglio 1960) è un ex calciatore polacco, di ruolo difensore.

## Palmarès

### Club

#### Competizioni nazionali
- Coppa di Polonia: 1

Widzew Lodz: 1984-1985